# Баранов, Павел Николаевич
Павел Николаевич Баранов (8 июня 1906, Мологский уезд, Ярославская губерния — 1991, Витебск) — советский военачальник, военный лётчик, участник Великой Отечественной войны, командир авиационной дивизии во время войны, полковник.

## Биография
Родился Павел Николаевич 8 июня 1906 года в деревне Замошье Мологского уезда.
В Красной армии с октября 1926 года. Окончил Военно-теоретическую школу ВВС РККА в Ленинграде (1927), 1-ю военную школу пилотов им. А. Ф. Мясникова в 1929 году, оперативный факультет Военной академии командного и штурманского состава ВВС РККА в 1941 году.
До службы в армии работал токарем на фабрике спичек Маяк в Рыбинске. 3 октября 1926 года поступил в Военно-теоретическую школу ВВС РККА в Ленинграде. В дальнейшем проходил практическое обучение в 1-й военной школе пилотов им. А. Ф. Мясникова, после окончания которой в 1929 году проходил службу на летных должностях в Витебске. В мае 1936 года капитан Баранов назначен командиром отряда в 107-й истребительной авиаэскадрильи в Брянск. В феврале 1937 года назначен командиром формируемой 61-й истребительной авиаэскадрильи . С августа 1939 года командует 69-м истребительным авиаполком, базирующемся в Запорожье и Одессе. В январе майор Баранов направлен на учёбу в Военную академию командного и штурманского состава ВВС РККА.
С началом Великой Отечественной войны майор Баранов 23 июня 1941 года в составе группы на 10 самолётах МиГ-3 вылетел из Москвы в Смоленск, затем в Оршу для участия в отражении налетов бомбардировщиков противника. За трое суток выполнил лично 6 боевых вылетов, 27 июня откомандирован в Москву с последующим направлением в Харьковский военный округ в Лебедин Сумской области для формирования 286-го истребительного авиационного полка. 11 октября полком получен приказ на перебазирование на Ленинградский  фронт. C 29 октября полк приступил к боевой работе на самолётах И-16. Основными боевыми задачами полка стали сопровождение транспортных самолётов в блокадный Ленинград и прикрытие ледовой Дороги жизни на Ладожском озере; штурмовка войск противника, наступавших на Тихвин; прикрытие от воздушных атак железнодорожной станции Тихвин; сопровождение самолётов Дуглас особой северной группы ГВФ, доставлявшей в осажденный Ленинград продовольствие и эвакуировавшей раненых и население города в тыл; сопровождение бомбардировщиков 34-го гвардейского бомбардировочного и штурмовиков 15-го гвардейского штурмового авиаполков на боевые вылеты. 31 октября 1941 года полком одержана первая известная воздушная победа полка в Отечественной войне: парой И-16 (ведущий капитан Захаров В. Г.) в воздушном бою в районе поселка Ручей сбит немецкий истребитель Bf-109. До июля 1942 года лично полковник Баранов выполнил 64 боевых вылета.
С 28 июля 1943 года полковник Баранов назначен заместителем командира 148-й истребительной авиадивизии ПВО в Вологде, с декабря 1943 года — в той же должности в 104-й истребительной авиадивизии ПВО в Архангельске. С 28 августа 1944 года вступил в командование 317-й истребительной авиадивизии ПВО в составе 1-й воздушной истребительной армии.
После войны полковник Баранов продолжал командовать этой дивизией в составе 1-й воздушной истребительной армии (с 1 февраля 1946 года 19-й воздушной истребительной армии Центрального округа ПВО	). После расформирования дивизии в сентябре 1946 года назначен заместителем командира 328-й истребительной авиадивизии ПВО в Брянске, а с 20 февраля 1947 года — командиром этой дивизии. С 28 мая 1949 года зачислен в распоряжение Главкома войск ПВО страны, а с июля назначен заместителем командира 125-й истребительной авиадивизии ПВО . 19 декабря 1949 года уволен в запас.
Проживал в Витебске. Умер в 1991 году.

## Награды
- Орден Красного Знамени (05.11.1946);
- Орден Отечественной войны I степени (04.07.1943);
- Орден Отечественной войны II степени (1985);
- Орден Красной Звезды (25.05.1936, 26.02.1942, 03.11.1944);
- Медали, в том числе:
  - «За оборону Ленинграда» (22.12.1942);
  - «За оборону Советского Заполярья» (05.12.1944);
  - «За победу над Германией» (09.05.1945).

## Память
- Фотография и краткое описание боевого пути полковника Баранова хранится в Галерее памяти Музея «Дорога памяти» в Главном храме Вооруженных сил России. (Парк Патриот, Московская область, Одинцовский район, 55 км Минского шоссе).

## Комментарии
1. ↑  Деревня Замошье Боронишинской волости Мологского уезда[2][3] была утрачена при создании Рыбинского водохранилища; ныне — территория Рыбинского района Ярославской области.